# Ray Thorne
Raymond Comstock Thorne, detto Ray (Chicago, 29 aprile 1887 – Los Angeles, 10 gennaio 1921), è stato un nuotatore statunitense.
Partecipò alle gare di nuoto della III Olimpiade di St. Louis del 1904 e vinse una medaglia di argento nella staffetta 4x50 iarde stile libero, con la Chicago Athletic Association. Partecipò anche ai 50 iarde stile libero, arrivando terzo in semifinale.
Morì in un incidente stradale a Los Angeles, California, nel 1921.